# Sport athlétique trélissacois
Ne doit pas être confondu avec le Rugby Club de Trélissac, club créé en 2023.
Maillots
Le Sport athlétique trélissacois est un club français de rugby à XV représentant la ville de Trélissac.
Créé en 1961, le club disparaît après la saison 2022-2023, après avoir fait l'objet d'une liquidation judiciaire.

## Histoire

### 1961: création du club
Le Sport athlétique trélissacois est créé en 1961, sa création est reconnue au Journal officiel le 2 juillet. Le stade est bâti avec l'autorisation du maire d'alors, Firmin Daudou qui lui donnera son nom.
Au terme de la saison 2017-2018, le club dispute sa première finale nationale, celle du trophée Jean-Prat de Fédérale 1 ; il s'incline contre Lavaur en prolongations sur le score de 24-21.
La saison suivante, le SAT dispute les quarts de finale du challenge du Manoir mais s'incline en confrontation aller-retour contre le RC Narbonne.

### 2021 à 2023: relégations et disparition du club
En proie à des difficultés financières, et alors que le championnat de Fédérale 1 est interrompu par la pandémie de Covid-19 pour la deuxième fois consécutive, le club est relégué en Fédérale 3 par la DNACG en mars 2021. En février 2023, il est placé en redressement judiciaire mais continue ses activités pour la saison 2022-2023. À la mi-juin 2023, avant le lancement de la saison 2022-2023, les dirigeants demandent la liquidation de l'association du SAT,.
Afin de pérenniser la pratique du rugby à Trélissac et d'y conserver l'existence d'une école de rugby, un nouveau club est créé dans la foulée avec une demande d'affiliation fédérale, le Rugby Club de Trélissac (RCT), qui fait ses débuts lors de la saison 2023-2024 en Régionale 2.

## Identité visuelle

### Couleurs et maillots
Les couleurs du club sont le rouge et le jaune, les créateurs du club étant fan de l'USA Perpignan.

### Logo

Évolution du logo
Ancien logo abandonné en 2019.
Logo de 2019 à 2023.

## Palmarès
- Championnat de France de 1re division fédérale :
  - Finaliste du trophée Jean-Prat : 2018.
- Championnat du Périgord Agenais Honneur :
  - Champion : 2011
- Championnat du Périgord Agenais Promotion d'Honneur :
  - Champion : 1996
- Championnat du Périgord Agenais 2e série :
  - Champion : 1993
- Championnat d'Aquitaine juniors :
  - Champion : 1997

## Bilan sportif par saison
| Saison    | Championnat | Nombre d'équipes (poule) | Division           | Classement | Phase finale                          | Titres              |
| --------- | ----------- | ------------------------ | ------------------ | ---------- | ------------------------------------- | ------------------- |
| 2019-2020 | Fédérale 1  | 12 Poule 4               | Troisième division | 6e         | -                                     | -                   |
| 2018-2019 | Fédérale 1  | 12 Poule 1               | Troisième division | 4e         | 8e de finale Challenge Yves du Manoir | -                   |
| 2017-2018 | Fédérale 1  | 12 Poule 3               | Troisième division | 2e         | Finale Trophée Jean Prat              | -                   |
| 2016-2017 | Fédérale 1  | 10 Poule 3               | Troisième division | 9e         | -                                     | -                   |
| 2015-2016 | Fédérale 2  | 10 Poule 7               | Quatrième division | 1re        | Quart de finale                       | Promu en Fédérale 1 |
| 2014-2015 | Fédérale 2  | 10 Poule 7               | Quatrième division | 9e         | -                                     | -                   |
| 2013-2014 | Fédérale 3  | 10 Poule 6               | Cinquième division | 1re        | 8e de finale                          | Promu en Fédérale 2 |

## Personnalités du club

### Joueurs emblématiques
- Thierry Dusautoir[2]
- Gaëlle Mignot[2]

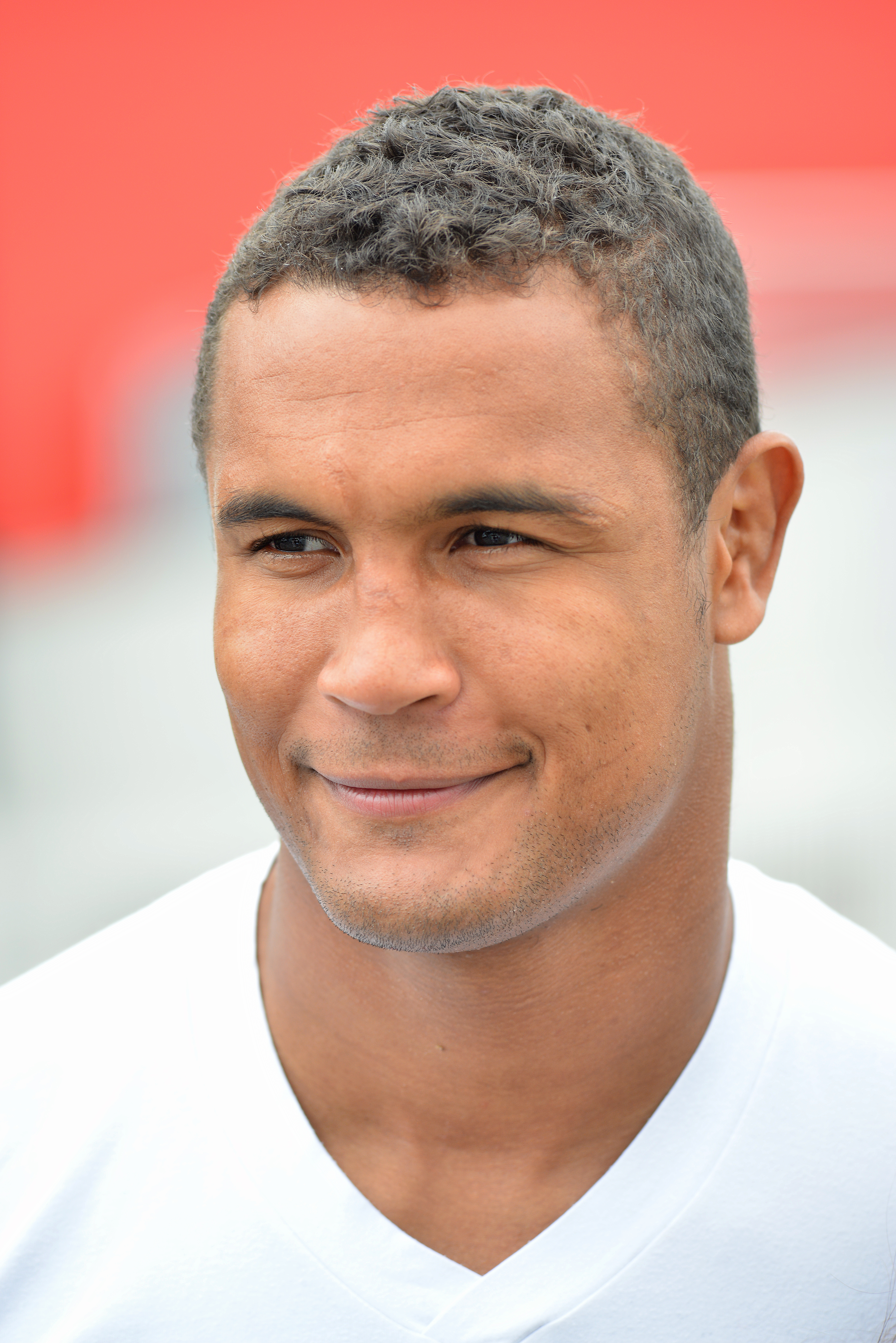
Thierry Dusautoir
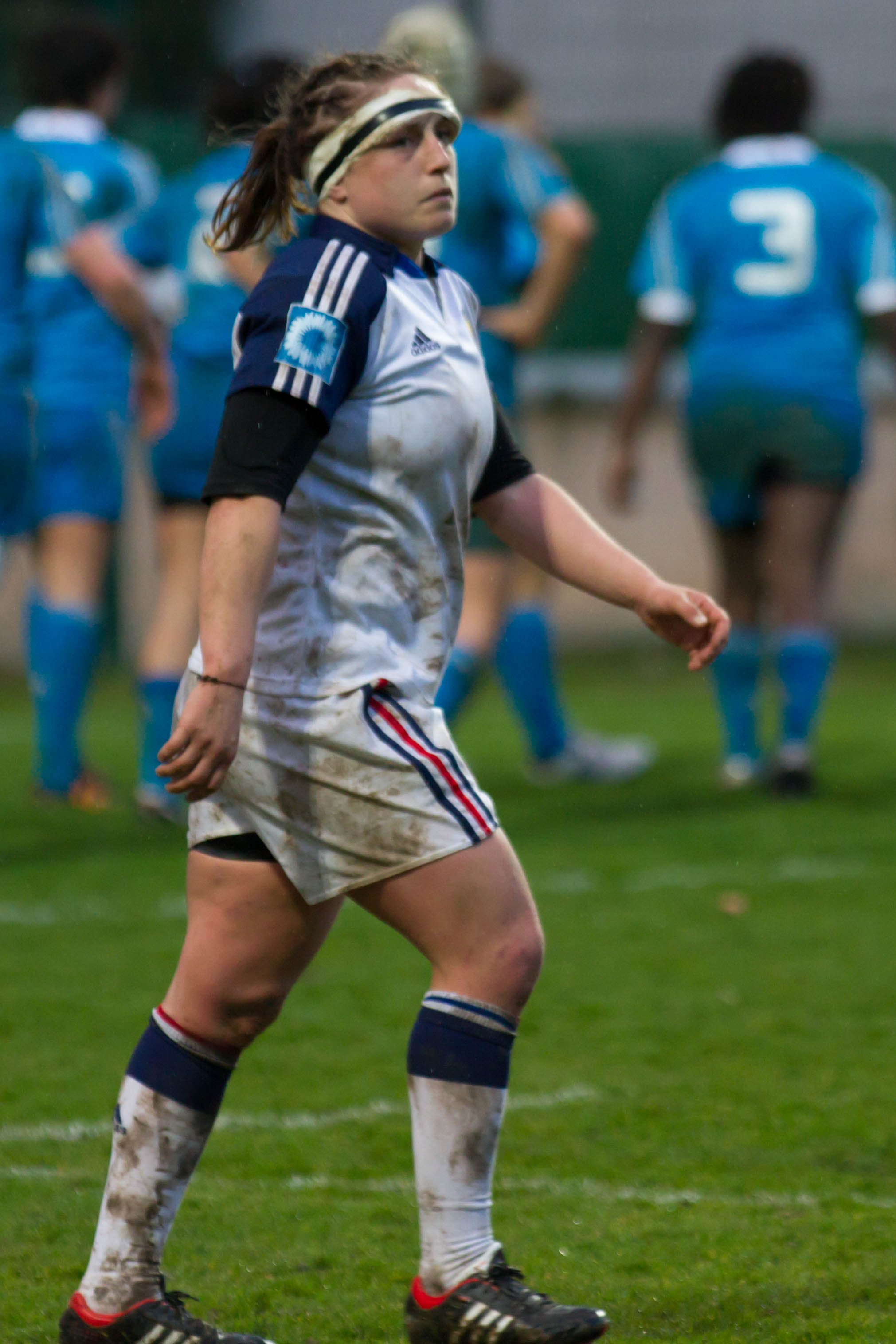
Gaëlle Mignot

## Structures
Le stade Firmin-Daudou dispose de 800 places assises[réf. nécessaire].

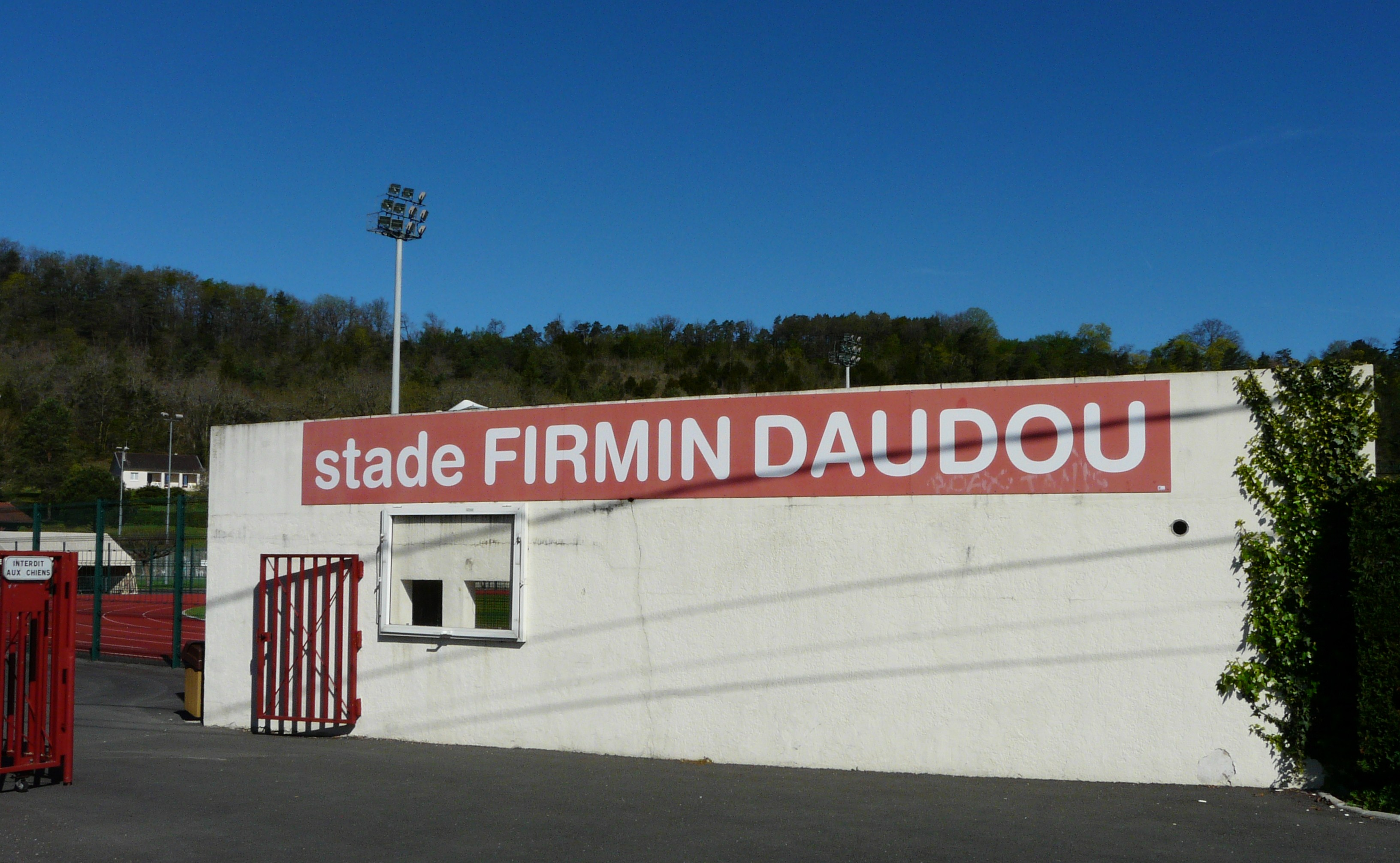
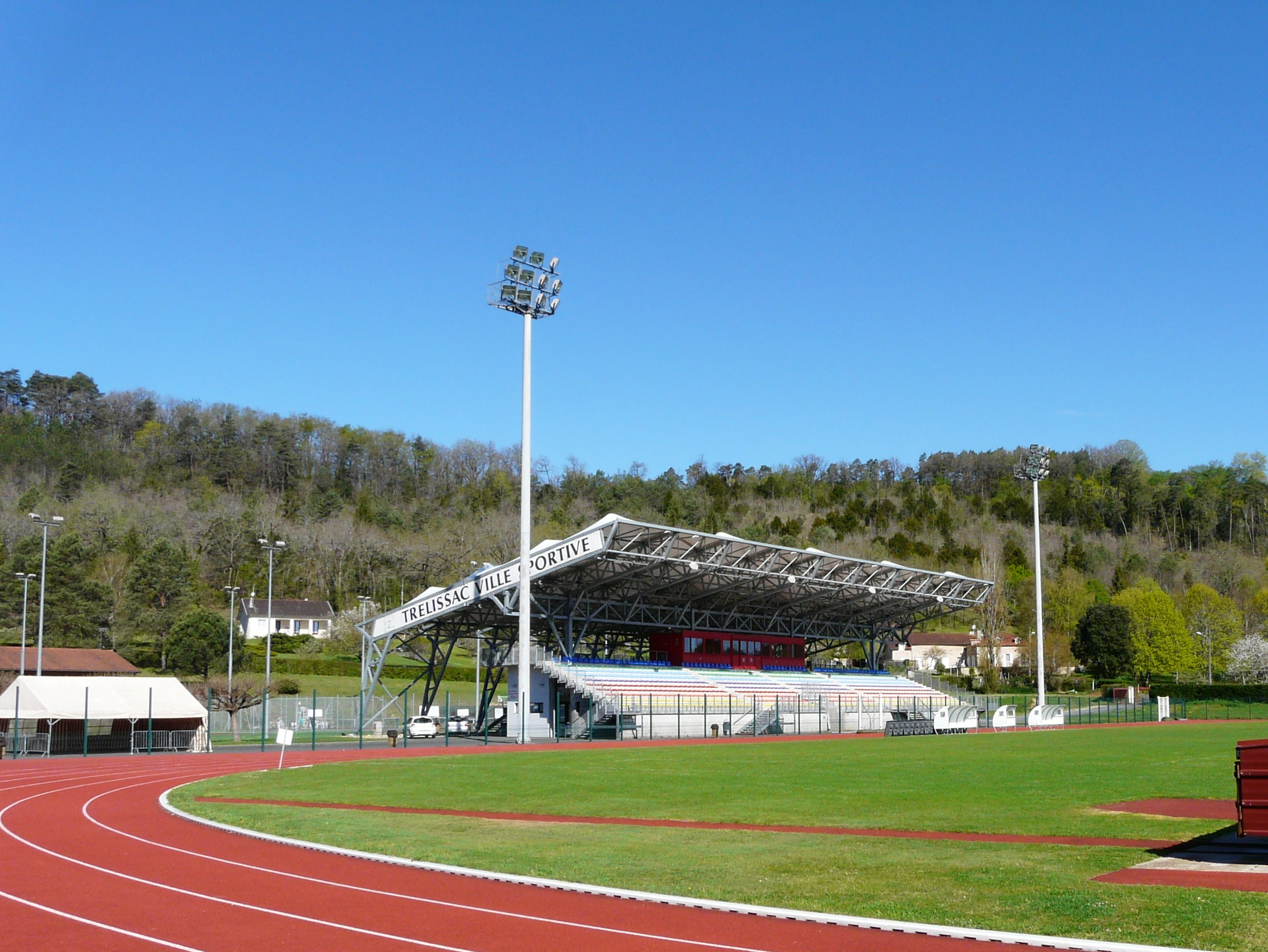
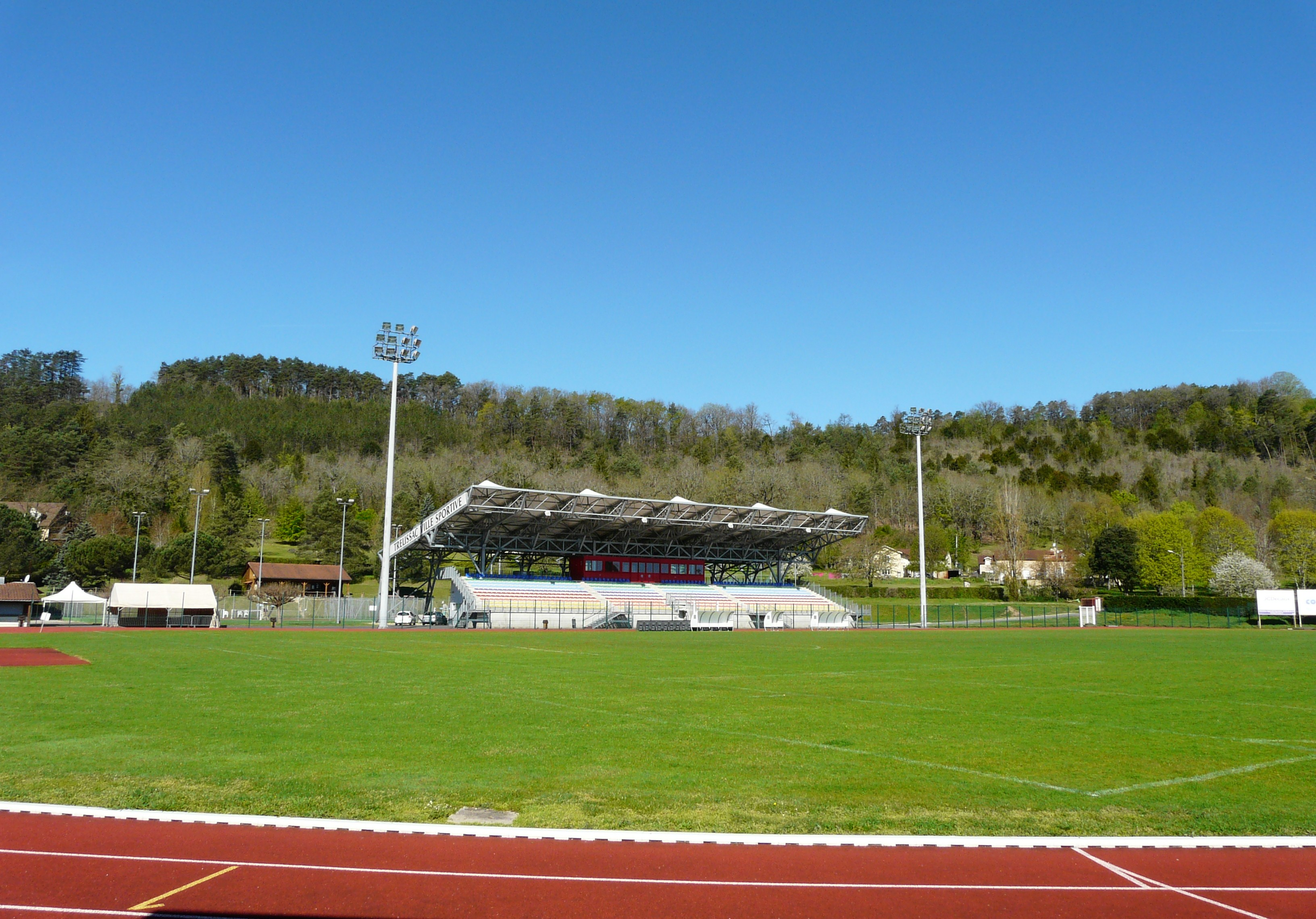